# Patrick Becker
Patrick Becker (* 1970 in Hamburg) ist ein deutscher Künstler, Regisseur und Balletttänzer.

## Leben
Bis 1994 war er Tänzer beim Ballett der Hamburgischen Staatsoper (Leitung: John Neumeier). Hier war er als Solist u. a. in Sommernachtstraum, Peer Gynt und Fenster zu Mozart zu sehen. Während seines Regie-Studiums am Institut für Theater, Musiktheater und Film (Leitung: Jürgen Flimm) begann er, neben der Inszenierung von Theaterstücken, auch Kurz- und Werbefilme zu drehen.
Seit 2012 konzentriert Becker sein Interesse auf malerisches Schaffen; erste Ausstellungen seiner Bilder erfolgten im Jahr 2014 in Hamburg.

## Inszenierungen/Choreografien (Auswahl)
- 1993: Ballett Allein sein...können... für Junge Choreographen auf Kampnagel, Hamburg
- 1997: Choreografie des Stangenmannes von Oskar Schlemmer, (Von Morgens bis Mitternacht) am Thalia Theater, Hamburg
- 1999: Theaterstück nach Arthur Schnitzler Was ungesagt bleibt..., Theaterfestival Die Wüste lebt, Hamburger Kammerspiele
- 2001: Der gute Gott von Manhattan, Theaterstück nach Ingeborg Bachmann, Diplominszenierung bei Fertig...Los!, Kampnagel HH

## Filmografie (Auswahl)
- 1996: Kurzfilm morgens
- 1997: Filmischer Essay Zukunft ohne Körper
- 1999: Fernsehspiel Was ungesagt bleibt...

## Auszeichnungen/Preise
- Sonderpreis Bester Dokumentarfilm für Zukunft ohne Körper, Internationale Videotage, Hamburg, (1998)
- Preis für die beste Diplominszenierung (Der gute Gott von Manhattan) verliehen vom Forum für kulturelle Kooperation, Hamburg, (2001)
- Erster Preis Kurzfilmfestival auf TangoTV, Luxemburg, (2003)